# タイアハ

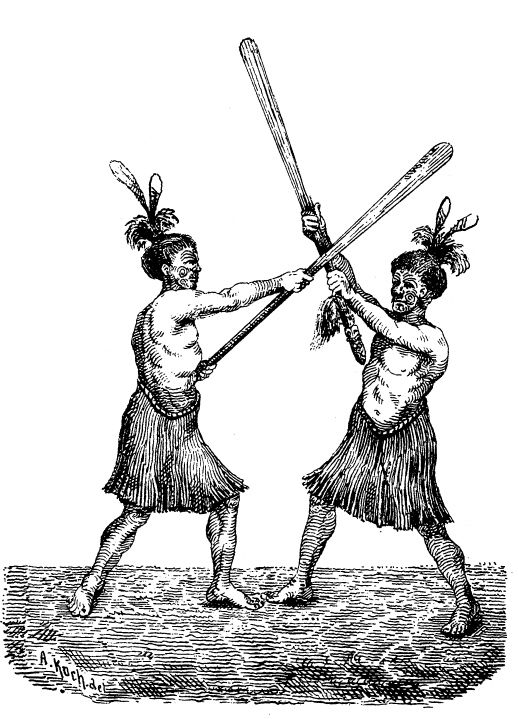
タイアハを扱う二人のマオリ

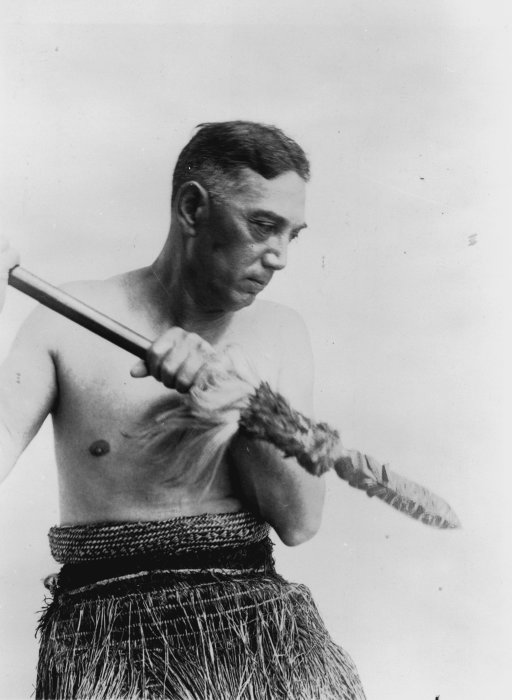
マオリの衣装をまとい、タイアハを構えるテ・ランギ・ヒロア（1930年代）

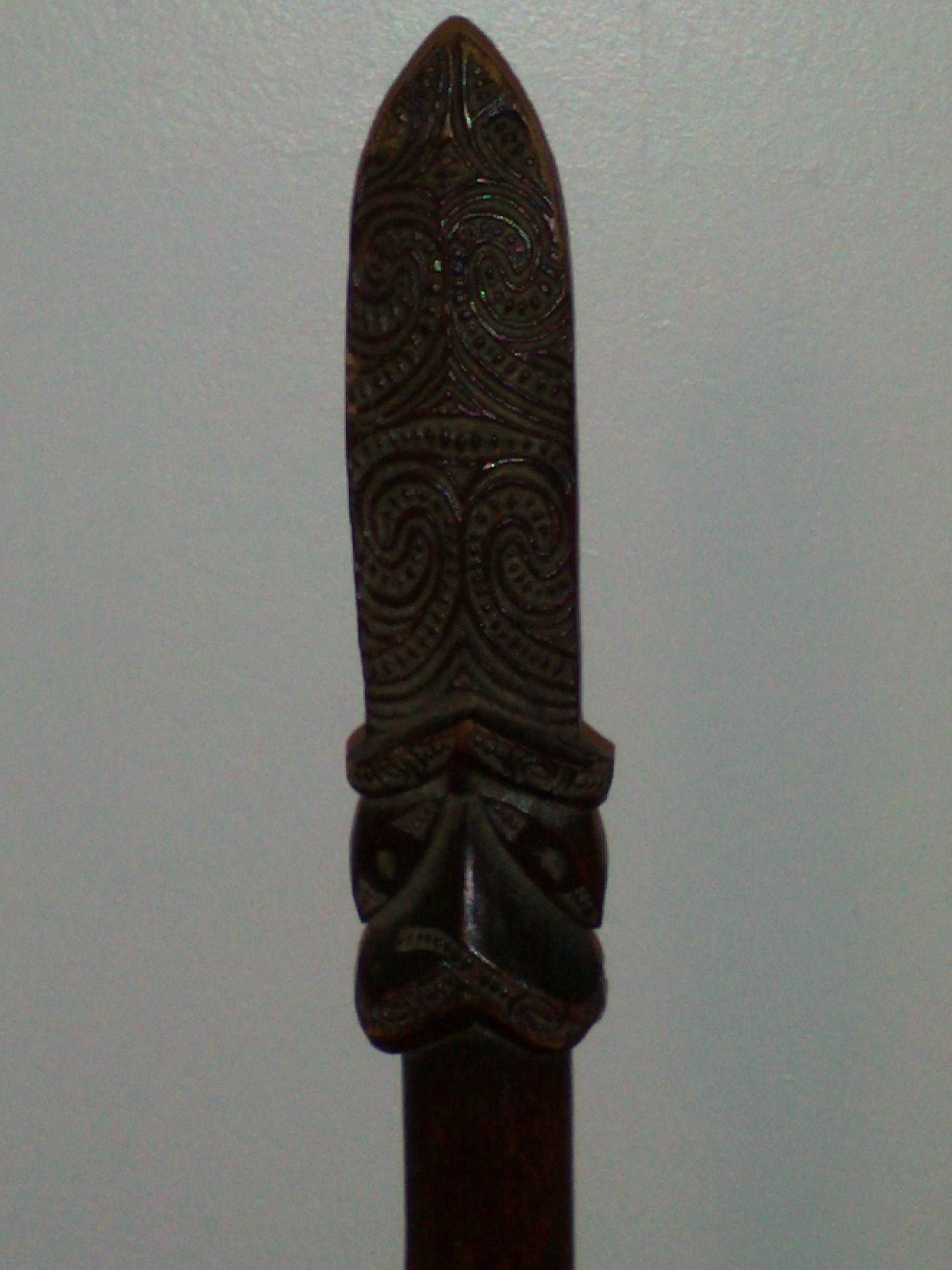
彫刻の施されたアレロとウポコ

タイアハ（Taiaha、マオリ語発音: [ˈtaiaha]）は、マオリの武器。
木または鯨骨製の武器で、3つに分類される主要部分はアレロ（Arero、舌）と呼ばれる防御・打撃部位となる穂先、ウポコ（Upoko、頭）と呼ばれるアレロの基部、そして全体に相当するアテ（Ate、肝臓）もしくはチナナ（Tinana、身体）と呼ばれる棒の部分である。チナナの先端も打撃・防御に用いる平らな刀身状となっている。

## 用法
マオリの武術であるマウ・ラカウには、他の武器と共にタイアハの用法も含まれている。他の武術と同様にタイアハに習熟しようとする者もまた、効果的に扱うために数年かけてタイミング、バランス、身体の操り方を学ぶ。ウェロ（Wero）としても知られる歓迎の儀式ポーヒリ（Pōwhiri）で用いられることでも知られている。
学校でマオリの文化を教える際に使用する数多くの道具の一つにタイアハは含まれている。カパ・ハカの競技会やマオリ文化復興の一部である訓練風景において、タイアハが用いられている。

## 歴史
ヨーロッパ人のニュージーランド到達により、伝統的なマオリの武器は用いられる機会が減少した。タイアハの様な武器はヨーロッパのマスケット銃に置き換えられ、伝統武術を訓練するパラ・ワカワイ（Para Whakawai）も共に消えていった。結果、多くのマオリの部族で伝統武術の知識は失われた。いくつかの部族は明らかな伝統を維持し、密かに選ばれたものに伝え続けた。
1980年代のマオリ文化復興運動において、伝統的な武器にも再び関心が寄せられ、修練も行われるようになった。再興されたのは伝統的な武器全体からすれば限られた範囲ではあるが、マオリの伝統的な武器はマオリ文化の象徴として広がることとなった。これは、1960年代末からの文化復興運動の中で大きな位置を占めるものとなった。マオリの武器は、作品と生き残っていた熟練者の間に残されているのみであった。

## 文化
- ニュージーランドの国章には、タイアハを携えたマオリが描かれている[4]。
- ニュージーランド陸軍は、紋章にタイアハを含んでいる[5]。ニュージーランド国防軍は、1998年に没したチャールズ・ベネットのタンギハンダ（マオリの葬儀）において、その功績を称えて紋章に描かれた交差する二本の剣の一方をタイアハに変更することを発表した[6]。
- ニュージーランド空軍第3飛行隊のロゴマークは、タイアハを携えたマオリである。
- 映画クジラの島の少女やワンス・ウォリアーズで描写されている。
- テレビ番組デッドリースト・ウォリアーでは、第7回でマオリの武器として取りあげられた。
- マーク・オブ・クリィと続編ライズ・オブ・ザ・カサイでは、主人公の装備として扱われた。ただし、マーク・オブ・クリィの作中とは異なり、戦神ツマタウェンガに反する行いであるため地面に突き刺して用いることはない。